# سن سوفت
سن سوفت (بالإنجليزية: Sunsoft)‏ (باليابانية: (サンソフト) ، هي شركة ألعاب فيديو يابانية، اشتهرت بإنتاج أحد أقوى ألعاب الفيديو المرخصة من شركة وارنر برذرز الأمريكية مثل شخصيات دافي داك وغيره، أسست الشركة سنة 1971.

## وصلات خارجية
- Official JPN website (باليابانية)
- Official USA website
- iPhone Application Games Books Music SUNSOFT
- Sun Corporation WebSite TopPage
- Sunsoft Facebook page